# VK Shahter Salihorsk
Cet article traite de la section volley-ball. Pour l'article sur la section football, voir Chakhtior Soligorsk.
Maillots
Le VK Shahter (russe : Волейбольный клуб Шахтёр, voleïbolny klub Chakhtior) est un club de volley-ball biélorusse basé à Salihorsk, évoluant en Superliga russe et Major Ligue biélorusse.

## Historique
- 1999 : création du VK Chakhtospetsstroï par la compagnie OAO Trest Chakhtospetsstroï
- 2010 : le club devient le VK Shahter
- 2012 : le club est admis dans la Superliga russe

## Palmarès
- Championnat de Biélorussie 
  - Finaliste : 2006, 2013

## Effectifs de la saison 2013-2014
| No                                             | Nom                                            | Date de naissance                              | Taille                       | Poids                        | Poste                        |
| ---------------------------------------------- | ---------------------------------------------- | ---------------------------------------------- | ---------------------------- | ---------------------------- | ---------------------------- |
| 1                                              | Dmitri Jegzdrine                               | 2 avril 1982                                   | 207                          | 95                           | Central                      |
| 2                                              | Pavel Avdotchenko                              | 13 janvier 1990                                | 204                          | 102                          | Attaquant                    |
| 4                                              | Nikolaï Chkliar                                | 31 décembre 1989                               | 198                          | 85                           | Réceptionneur-attaquant      |
| 5                                              | Nikolaï Kotchmarov                             | 1er mai 1987                                   | 204                          | 97                           | Attaquant                    |
| 7                                              | Pavel Dosevitch                                | 10 décembre 1984                               | 185                          | 70                           | Libero                       |
| 8                                              | Artour Oudris                                  | 18 octobre 1990                                | 210                          | 95                           | Central                      |
| 10                                             | Artour Draptchinski                            | 1er février 1992                               | 196                          | 95                           | Réceptionneur-attaquant      |
| 11                                             | Sergueï Chtchavinski                           | 19 janvier 1973                                | 194                          | 97                           | Passeur                      |
| 12                                             | Viatcheslav Tcherepovitch                      | 8 février 1992                                 | 200                          | 97                           | Réceptionneur-attaquant      |
| 13                                             | Maksim Morozov                                 | 29 mai 1989                                    | 206                          | 99                           | Central                      |
| 14                                             | Roman Sidiouk                                  | 9 février 1987                                 | 180                          | 72                           | Libero                       |
| 15                                             | Oleg Khmelievski                               | 22 janvier 1985                                | 195                          | 90                           | Réceptionneur-attaquant      |
| 16                                             | Mikhaïl Kosatch                                | 26 août 1985                                   | 200                          | 99                           | Réceptionneur-attaquant      |
| 17                                             | Andreï Levtchenko                              | 1er janvier 1985                               | 204                          | 97                           | Central                      |
| 18                                             | Dmitri Vach                                    | 23 avril 1988                                  | 194                          | 90                           | Passeur                      |
|                                                |                                                |                                                |                              |                              |                              |
| Encadrement technique                          | Encadrement technique                          |                                                | Légende                      | Légende                      | Légende                      |
| Entraîneur : Igor Zagortsev                    | Entraîneur : Igor Zagortsev                    | Entraîneur : Igor Zagortsev                    | : Capitaine                  | : Capitaine                  | : Capitaine                  |
| Entraîneur(s) adjoint(s) : Aleksandr Pozniekov | Entraîneur(s) adjoint(s) : Aleksandr Pozniekov | Entraîneur(s) adjoint(s) : Aleksandr Pozniekov | : Joueur blessé actuellement | : Joueur blessé actuellement | : Joueur blessé actuellement |

| Équipe type : VK Shahter Salihorsk                                                                                       |
| \| Chtchavinski · # 11 Chkliar · # 4 Jegzdrine · # 1 Kotchmarov · # 5 Kosatch · # 16 Levtchenko · # 17 Sidiouk · # 14 \| |
| Chtchavinski · # 11 Chkliar · # 4 Jegzdrine · # 1 Kotchmarov · # 5 Kosatch · # 16 Levtchenko · # 17 Sidiouk · # 14       |

| Chtchavinski · # 11 Chkliar · # 4 Jegzdrine · # 1 Kotchmarov · # 5 Kosatch · # 16 Levtchenko · # 17 Sidiouk · # 14 |